# Ormetica praetexta
Ormetica praetexta är en fjärilsart som beskrevs av Felder 1874. Ormetica praetexta ingår i släktet Ormetica och familjen björnspinnare. Inga underarter finns listade i Catalogue of Life.